# Klorhexidin
Klorhexidin er et kemisk antiseptisk stof, som har kraftig antibakteriel aktivitet. Det er både baktericidt og bakteriostatisk. Virkningsmekanismen antages at være lipidmembranforstyrrelse, og ikke ATPase-inaktivering, som tidligere troet. Dette giver også klorhexidin aktivitet mod vira med lipide membraner.
Produkter indeholdende Klorhexidingluconat i høje koncentrationer skal holdes væk fra øjne (hornhindesår) og det indre øre (døvhed). Det anvendes dog i små koncentrationer til at holde kontaktlinser sterile. 
I Danmark er Klorhexidin til salg i håndkøbsform.
Klorhexidinbehandling af mundhulen kan medføre midlertidig misfarvning af tænder og tunge. Dette kan dog fjernes ved grundig tandrensning. Det anbefales ikke at anvende klorhexidin i munden i over 3 uger, med mindre tandlæge anviser andet.